# Distoplectron minus
Distoplectron minus is een insect uit de familie van de mierenleeuwen (Myrmeleontidae), die tot de orde netvleugeligen (Neuroptera) behoort. 
Distoplectron minus is voor het eerst wetenschappelijk beschreven door Banks in 1943.